# Big 12 Regular Season 2009 (Herrentennis)

Logo der Big 12 Conference

Die Tennisliga der Big 12 Conference wurde 2009 zum 13. Mal ausgetragen. Die Spiele wurden in einem Zeitraum von etwa einem Monat im Frühjahr ausgetragen. Die Meisterschaft sicherte sich die Baylor University.
Im Anschluss an die Regular Season wurden vom 23. bis zum 26. April die Big 12 Championships in Norman, Oklahoma ausgetragen.

## Teilnehmende Mannschaften
| Universität               | Teamname               | ITA 1 | Stadt           | Bundesstaat | Tennisanlage                     |
| ------------------------- | ---------------------- | ----- | --------------- | ----------- | -------------------------------- |
| Baylor University         | Baylor Bears           | 12    | Waco            | Texas       | Baylor Tennis Center             |
| Texas A&M University      | Texas A&M Aggies       | 36    | College Station | Texas       | George P. Mitchell Tennis Center |
| University of Texas       | Texas Longhorns        | 6     | Austin          | Texas       | Penick-Allison Tennis Center     |
| Oklahoma State University | Oklahoma State Cowboys | 21    | Stillwater      | Oklahoma    | Jack DeBois Tennis Complex       |
| Texas Tech University     | Red Raiders            | 35    | Lubbock         | Texas       | McLeod Tennis Center             |
| University of Oklahoma    | Oklahoma Sooners       | 48    | Norman          | Oklahoma    | Headington Family Tennis Center  |
| University of Nebraska    | Nebraska Cornhuskers   | 41    | Lincoln         | Nebraska    | Nebraska Tennis Center           |

## Saisonverlauf
| Datum    | Heimmannschaft | Gastmannschaft | Ergebnis | Beleg  |           | Datum      | Heimmannschaft | Gastmannschaft | Ergebnis | Beleg |
| 4. März  | Baylor         | Oklahoma       | 6:1      | [ 3 ]  | 8. April  | Baylor     | Texas A&M      | 5:2            | [ 4 ]    |       |
| 27. März | Oklahoma State | Texas          | 2:5      | [ 5 ]  | 10. April | Texas A&M  | Nebraska       | 5:2            | [ 6 ]    |       |
| 27. März | Oklahoma       | Texas A&M      | 2:5      | [ 7 ]  | 11. April | Oklahoma   | Oklahoma State | 3:4            | [ 8 ]    |       |
| 29. März | Oklahoma       | Texas          | 2:5      | [ 9 ]  | 12. April | Nebraska   | Texas Tech     | 2:5            | [ 10 ]   |       |
| 29. März | Oklahoma State | Texas A&M      | 3:4      | [ 11 ] | 14. April | Texas Tech | Baylor         | 0:7            | [ 12 ]   |       |
| 2. April | Texas          | Baylor         | 1:6      | [ 13 ] | 16. April | Texas A&M  | Texas          | 7:0            | [ 14 ]   |       |
| 3. April | Texas A&M      | Texas Tech     | 5:2      | [ 15 ] | 17. April | Texas Tech | Oklahoma State | 3:4            | [ 16 ]   |       |
| 4. April | Nebraska       | Oklahoma       | 3:4      | [ 17 ] | 19. April | Texas      | Nebraska       | 6:1            | [ 18 ]   |       |
| 4. April | Nebraska       | Baylor         | 3:4      | [ 19 ] | 19. April | Texas Tech | Oklahoma       | 4:3            | [ 20 ]   |       |
| 5. April | Texas          | Texas Tech     | 4:3      | [ 21 ] | 19. April | Baylor     | Oklahoma State | 7:0            | [ 22 ]   |       |
| 7. April | Oklahoma State | Nebraska       | 4:3      | [ 23 ] |           |            |                |                |          |       |

## Abschlusstabelle
| Platz | Universität    | Bilanz | Punkte | Heimbilanz | Gastbilanz |
| ----- | -------------- | ------ | ------ | ---------- | ---------- |
| 1.    | Baylor         | 6:0    | 1,000  | 3:0        | 3:0        |
| 2.    | Texas A&M      | 5:1    | 0,833  | 3:0        | 2:1        |
| 3.    | Texas          | 4:2    | 0,667  | 2:1        | 2:1        |
| 4.    | Oklahoma State | 3:3    | 0,500  | 1:2        | 2:1        |
| 5.    | Texas Tech     | 2:4    | 0,333  | 1:2        | 1:2        |
| 6.    | Oklahoma       | 1:5    | 0,167  | 0:3        | 1:2        |
| 7.    | Nebraska       | 0:6    | 0,000  | 0:3        | 0:3        |

Statistik
- 48 % Heimsiege
- 52 % Auswärtssiege

## Auszeichnungen
Bei den jährlichen offiziellen Ehrungen wurden folgende Persönlichkeiten ausgezeichnet:
| Kategorie           | Nat.                                  | Spieler                | Universität      |
| ------------------- | ------------------------------------- | ---------------------- | ---------------- |
| Spieler des Jahres  | Ukraine                               | Oleksandr Nedowjessow  | Oklahoma State   |
| Newcomer des Jahres | Deutschland                           | Christopher Aumüller   | Nebraska         |
| Freshman des Jahres | Brasilien                             | Raony Carvalho         | Texas Tech       |
| Trainer des Jahres  | Vereinigte Staaten Vereinigte Staaten | Tim Knoll Steve Denton | Baylor Texas A&M |